# 北金屋町
北金屋町（きたかなやちょう）は、愛知県豊川市の地名。

## 歴史

### 地名の由来
鋳物師が集住していたことに由来するという。

### 沿革
- 江戸時代 - 三河国宝飯郡北金屋村として所在[2]。
- 天保3年 - 三河吉田藩領だったものが、幕府領となる[2]。
- 天保8年 - 再び吉田藩領に戻る[2]。
- 1889年（明治22年）10月1日 - 町村制施行に伴い、豊川村大字北金屋となる[3]。
- 1893年（明治26年）3月13日 - 町制施行に伴い、豊川町大字北金屋となる[3]。
- 1943年（昭和18年）6月1日 - 市制施行に伴い、豊川市大字北金屋となる[3]。
- 1944年（昭和19年）9月19日 - 豊川市北金屋町が成立[3]。
- 1960年（昭和35年）2月21日 - 一部が末広通・若鳩町・金屋元町・若宮町・駅前通・中央通・金屋町・千歳通・金屋本町・赤代町・金屋橋町・山道町・金塚町となる[4]。
- 1973年（昭和48年）7月1日 - 一部が穂ノ原となる[5]。
- 1987年（昭和62年）8月1日 - 残部が金屋西町となり、消滅[6]。